# Криве (Березівський повіт)
Криве (пол. Krzywe) — лемківське село в гміні Дидня, Березівський повіт, Підкарпатське воєводство, Польща. Населення — 418 осіб (2011).

## Розташування
Розташоване приблизно за 4 км на південний схід від адміністративного центру ґміни села Дидня, за 13 км на схід від повітового центру Березова і за 43 км на південь від центру воєводства Ряшева, за 3 км від Сяну.

## Історія
Село знаходиться на заході Надсяння, де внаслідок примусового закриття церков у 1593 році українське населення зазнало латинізації та полонізації.
У 1883 році в селі було 419 римо-католиків і 170 греко-католиків, у 1900 — 119 українців.
На 1936 р. в селі проживало 57 греко-католиків, українське населення мало церкву Успіння Пресвятої Богородиці парафії Кінське Динівського деканату Апостольської адміністрації Лемківщини. Метричні книги велися від 1784 р. Село належало до Березівського повіту Львівського воєводства.
На 01.01.1939 у селі було 740 жителів (60 українців, 660 поляків і 20 євреїв)
У 1975-1998 роках село належало до Кросненського воєводства.

## Демографія
Демографічна структура станом на 31 березня 2011 року:
|          | Загалом | Допрацездатний вік | Працездатний вік | Постпрацездатний вік |
| -------- | ------- | ------------------ | ---------------- | -------------------- |
| Чоловіки | 207     | 38                 | 136              | 33                   |
| Жінки    | 211     | 58                 | 97               | 56                   |
| Разом    | 418     | 96                 | 233              | 89                   |

## Пам'ятки
- Дерев'яна грекокатолицька церква Успіння Пресвятої Богородиці з 1759 року (нині — філіальний костел парафії в Дидні).